# Cape Bonavista
Cape Bonavista is een kaap in de Canadese provincie Newfoundland en Labrador. De kaap ligt op het schiereiland Bonavista, aan de oostkust van het eiland Newfoundland. 

## Geografie
De kaap ligt aan het noordelijke uiteinde van het schiereiland Bonavista, wat na Avalon het meest oostelijke schiereiland van Noord-Amerika (exclusief Groenland) is. Hij ligt op het grondgebied van de gemeente Bonavista, waarvan de dorpskern zo'n 5 km naar het zuiden toe ligt.
De kaap ligt op een rotsachtige landtong met vele kliffen en maakt deel uit van het door UNESCO erkende Discovery Geopark. Vlak bij de kaap ligt The Dungeon Provincial Park.
De kaap is het eindpunt van provinciale route 235.

## Geschiedenis

### Ontdekking door Cabot (1497)
Traditioneel wordt de kaap gezien als de plaats waar ontdekkingsreiziger John Cabot in 1497 als eerste Europeaan voet aan wal zette op Noord-Amerikaanse bodem; zij het na de Vikingen zo'n vijf eeuwen eerder. Voornamelijk de naam, die zou kunnen komen van het Italiaanse buona vista (goed uitzicht), en de locatie aan de oostkust van Newfoundland, worden hiervoor aangehaald. 
Voor de herdenkingsplechtigheid in 1997 (vijfhonderd jaar na de ontdekking) werd Cape Bonavista door Canada en het Verenigd Koninkrijk aangeduid als de "officiële" landingsplaats. Tijdens de viering begroette koningin Elizabeth II, samen met leden van de Italiaanse en Canadese regeringen een replica van het schip Matthew uit Bristol, na de oversteek van het schip van de Atlantische Oceaan. Bij de kaap is er ook een standbeeld opgetrokken ter ere van Cabot en werd er een park naar hem vernoemd.

### "Franse kust" (1713-1783)
Cape Bonavista werd bij de Vrede van Utrecht in 1713 als oostelijkste punt van de zogenaamde Franse kust van Newfoundland aangeduid. Dit was een kustgebied van de Engelse kolonie Newfoundland waar de Fransen het recht hadden om te vissen en vis te verwerken. Het gebied strekte zich van daar uit tot aan Point Riche, in het noordwesten van het Great Northern Peninsula. 
Bij de Vrede van Versailles uit 1783 tussen het Verenigd Koninkrijk en Frankrijk werd de grens van de "Franse kust" naar het westen geschoven, waardoor voor de kust van Cape Bonavista enkel nog Britten en Newfoundlanders visserijrechten hadden.

## Vuurtoren
In 1843 werd er op de kaap een vuurtoren gebouwd: het Cape Bonavista Light. Dit is een van de oudste vuurtorens in de provincie, na onder andere de zeer gelijkaardige vuurtoren van Cape Spear. In 1978 werd het gebouw erkend als provinciale historische site en het wordt sindsdien uitgebaat als museum.

## Galerij

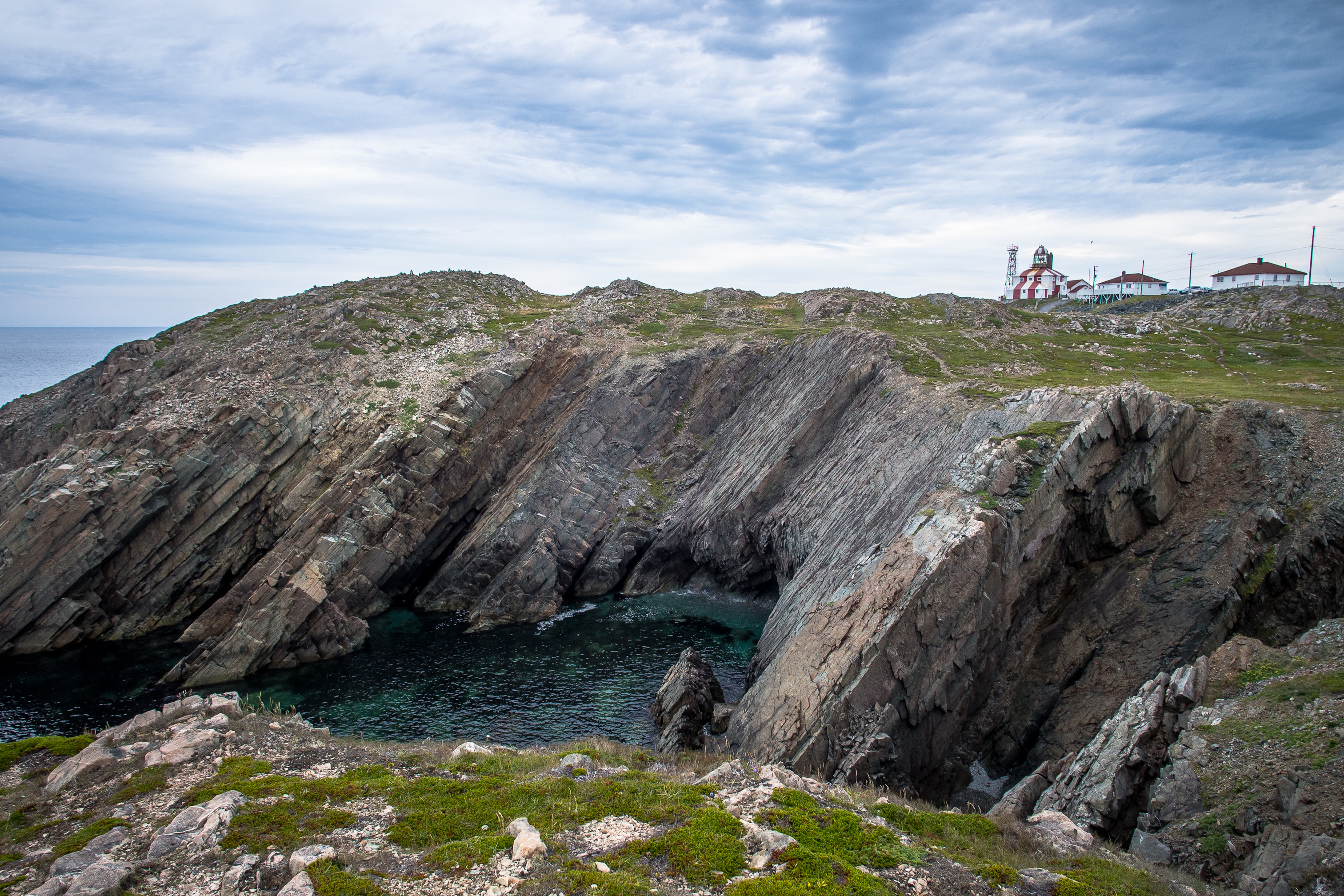
Steile kliffen met de vuurtoren op de achtergrond
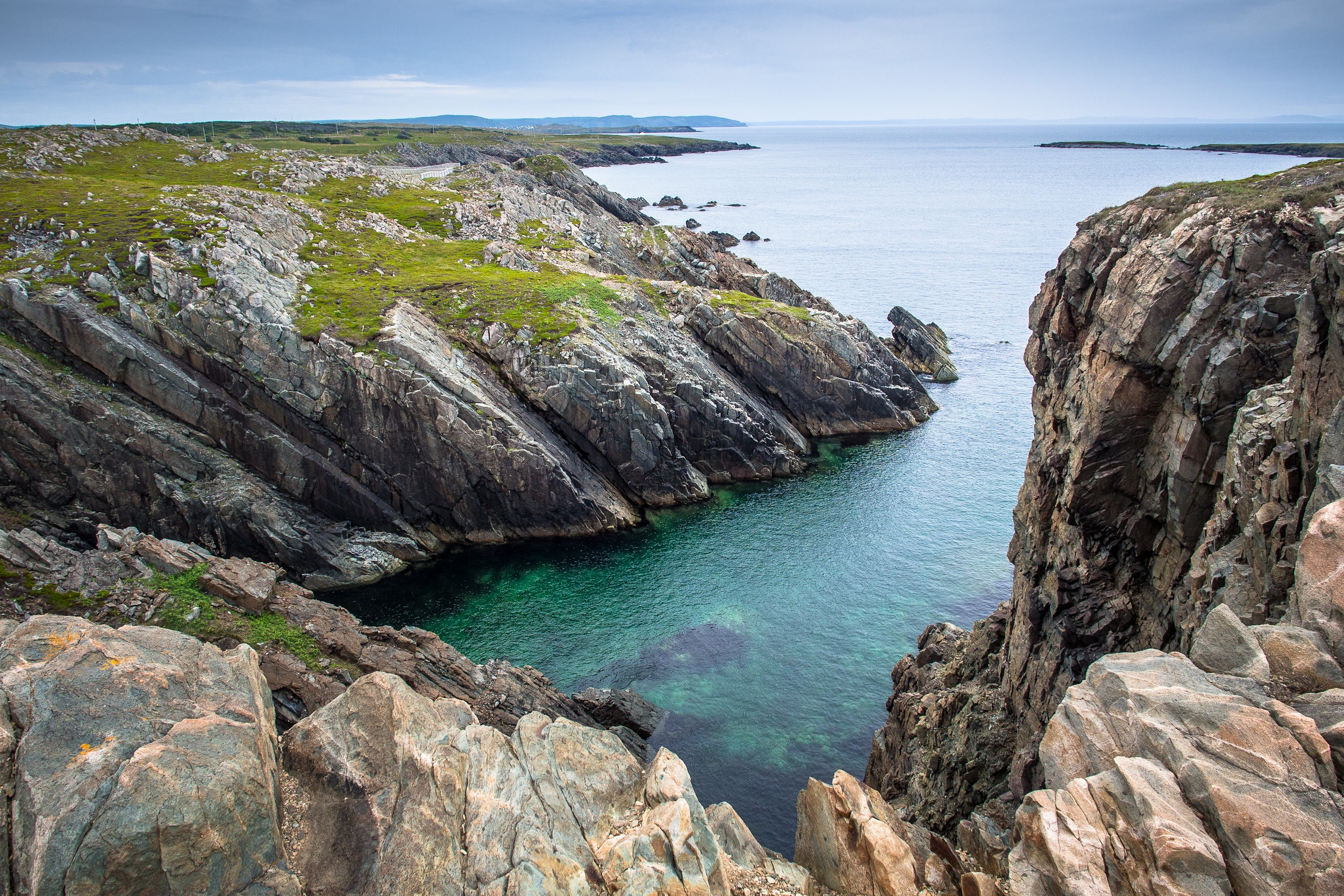
Zicht op kliffen van de kaap
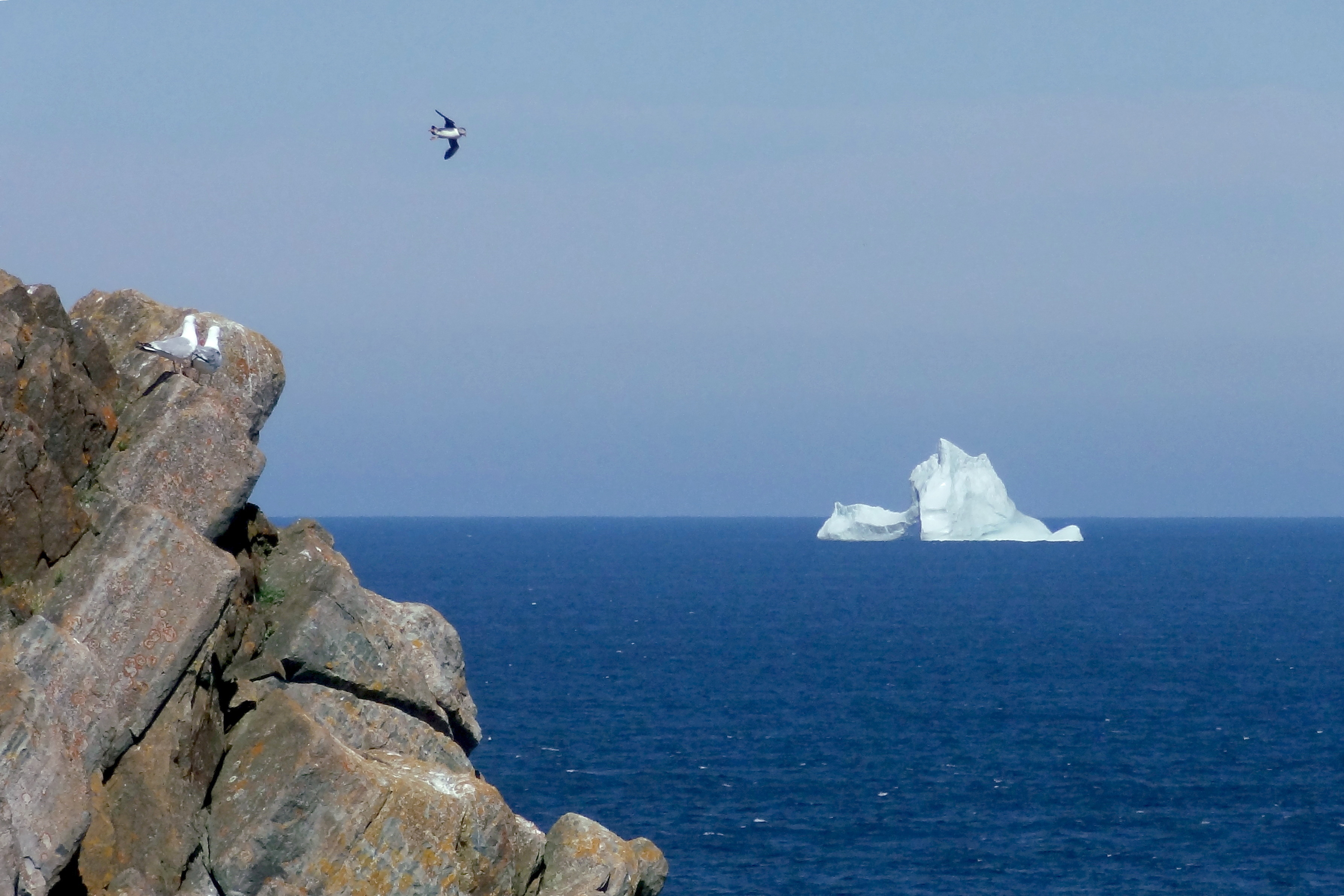
Een papegaaiduiker en een ijsberg gezien vanop de kaap